# Marie-George Buffet

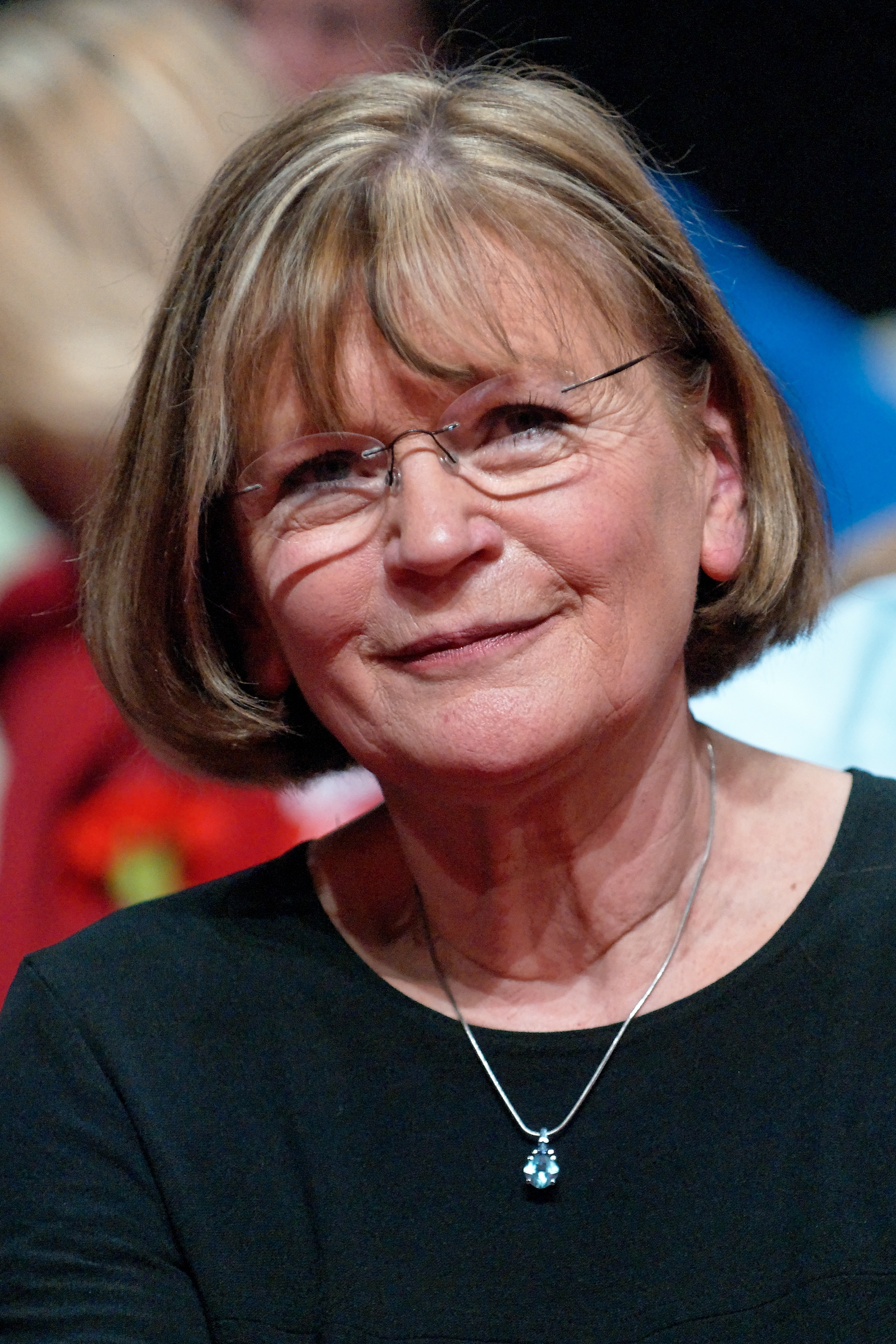
Marie-George Buffet.

Marie-George Buffet född den 7 maj 1949 i Sceaux, är en fransk kommunistisk politiker. Hon var partiledare (nationell sekreterare) för Frankrikes kommunistiska parti (Parti communiste français) 2001–2010 och ställde upp i franska presidentvalet 2007.